# Roselin strié
Carpodacus rubicilloides
Espèce
Répartition géographique
Statut de conservation UICN

 LC  : Préoccupation mineure
Le Roselin strié (Carpodacus rubicilloides) est une espèce de passereaux de la famille des Fringillidae.

## Description
Le Roselin strié est un oiseau mesurant environ 20 centimètres de long, du bec au bout de la queue. L'espèce présente un dimorphisme sexuel marqué.
Le mâle est rouge rosâtre du menton au ventre, sur tout son dessous et a un dos brun strié. La femelle est brune sur le dos, couleur sable sur son dessous, striée partout.

## Mode de vie

### Habitat et répartition
Cet oiseau peuple le Nord de l’Inde, la chaîne de l’Himalaya, le sud du Tibet et la Chine centrale. Il hiverne dans le Sud du Seutchouan et dans le Nord du Yunnan.
Il affectionne les buissons de saules, d’argousiers et de caraganas des zones alpines rocailleuses, transitant en hiver dans des régions de plus basse latitude (champs cultivés, vallées et villages).

### Alimentation
Le Roselin strié consomme essentiellement des baies d’argousier et de genévrier en automne et en hiver, et différentes parties de plantes herbacées naines en été.

### Reproduction
La nidification a lieu en juin et en juillet. Le nid est une coupe massive de brindilles et de rameaux tapissée d’herbes fines, de ramilles et de poils. Il est placé dans un buisson entre 3 et 4,5 mètres du sol. Il contient 4 ou 5 œufs bleu soutenu légèrement tachetés de noir.

### Comportement
Cet oiseau se perche indifféremment sur les arbres, les buissons ou les rochers. Plutôt farouche, il disparaît à tire d’aile en cas de danger. Il s’associe parfois au Roselin tacheté (Carpodacus rubicilla) et au Gros-bec à ailes blanches (Mycerobas carnipes) lorsque leurs aires se chevauchent.

## Confusion
La distinction entre rubicilloides et rubicilla est difficile chez le mâle voire impossible chez la femelle. Le mâle rubicilloides se distingue surtout par l’arrière de la tête brune au lieu de rouge chez rubicilla. Il se singularise aussi par son dos brun rougeâtre lourdement strié de foncé au lieu de brun clair rosé et non strié chez rubicilla. Autre critère d’identification : le tour du bec et de l’œil est noir chez rubicilla, rouge foncé chez rubicilloides. Les femelles sont très similaires mais rubicilloides montre une coloration générale légèrement plus grise et rubicilla plus brune.

## Sous-espèces
D'après Alan P. Peterson, cette espèce est constituée des deux sous-espèces suivantes :
- Carpodacus rubicilloides lucifer  Meinertzhagen & A. Meinertzhagen, 1926 ; chaîne de l’Himalaya ;
- Carpodacus rubicilloides rubicilloides  Prjevalsky, 1876 ; ouest du Seutchouan, Kangting, nord-est et sud-est du Tsinghaï, ouest du Kansou et sud de la Mongolie Intérieure.

C. r. lapersonnei Meinertzhagen, 1931 n'est plus reconnue par aucune autorité taxinomique.

## Voir plus